# Boyhood
Boyhood (titulada Boyhood (Momentos de una vida) en España y Boyhood: momentos de una vida en Hispanoamérica) es una película estadounidense dirigida por Richard Linklater y protagonizada por Patricia Arquette, Ellar Coltrane, Lorelei Linklater y Ethan Hawke. La filmación de la película comenzó en el verano de 2002 en Houston (Texas) y finalizó en agosto de 2013.
Se estrenó en el Festival de Sundance de 2014 y en cines el 11 de julio. A lo largo de su trayectoria obtuvo 218 nominaciones y recibió un total de 173 galardones entre los que se halla el Premio FIPRESCI de la crítica. Compitió en la sección principal del 64.º Festival de Berlín donde Linklater ganó el Oso de Plata a la mejor dirección. La película fue nominada a cinco Globos de Oro ganando los correspondientes a Mejor Película Drama, Mejor Director y Mejor Actriz de Reparto por Arquette. También fue nominado a cinco Premios BAFTA ganando los de mejor dirección y mejor película. Además fue nominada a seis Premios Óscar, incluyendo los de Mejor Película, Mejor Director y Mejor Actor de Reparto (Hawke), ganando el premio a mejor actriz de reparto (Arquette).
Con unas calificaciones excelentes entre la crítica profesional, como el 97% de aprobación recogida en el agregador Rotten Tomatoes, en 2016 Metacritic la nombró la película más aclamada del siglo XXI hasta ese momento. Es la única película en la historia del portal en lograr un marcador global de 100 sobre 100 (excluyendo reediciones y películas con menos de siete valoraciones).

## Sinopsis
Drama rodado durante 12 años (en 39 días de rodaje desde 2002 a 2013), que sigue la vida de un grupo de actores en un viaje tan épico como íntimo a través de la euforia de la niñez, los sísmicos cambios de una familia moderna y el paso del tiempo. La película sigue a Mason (Ellar Coltrane) desde los seis años durante algo más de una década poblada de cambios, mudanzas y controversias, relaciones que se tambalean, bodas, diferentes colegios, primeros amores, primeras desilusiones, momentos maravillosos, momentos de miedo y una constante mezcla de desgarro y de sorpresa.

## Argumento
En 2002, Mason Evans Jr., de seis años, y su hermana mayor, Samantha, viven con su madre divorciada, Olivia, en un pequeño pueblo de Texas. Mason escucha a Olivia discutiendo con su novio, diciendo que no tiene tiempo libre debido a la maternidad. En 2003 Olivia traslada a la familia a Houston para que pueda asistir a la Universidad de Houston y obtener un mejor trabajo. En 2004, el padre de Mason, Mason Sr., visita Houston y se lleva a los bolos de Mason y Samantha. Cuando deja a los niños en casa, discute con Olivia mientras Mason y Samantha miran desde una ventana. Olivia lleva a Mason a una de sus clases y le presenta a su profesor, Bill Welbrock; Mason los ve coquetear.
En 2005 Olivia y Bill se casaron y mezclaron a sus dos familias. Comparten experiencias como jugar videojuegos y asistir a un lanzamiento a medianoche de Harry Potter y el misterio del príncipe. Mason y Samantha están matriculados en la misma escuela que sus hermanastros, donde Mason se hace amigo de Nicole, que está enamorada de él. En 2006 Mason y Samantha se unen con Mason Sr. cuando los saca por un día en Houston, culminando en un juego de los Astros de Houston y una pijamada en su casa. Olivia continúa su educación e inicialmente apoya el estricto estilo de crianza de Bill, que incluye muchas tareas para los niños y un corte forzado del cabello largo de Mason. En 2007 Bill se vuelve gradualmente abusivo y violento a medida que el alcoholismo se apodera de su vida. Después de que Bill asalta a Olivia y pone en peligro a los niños, Olivia traslada a sus hijos (pero no a sus hijastros) a la casa de un amigo y solicita el divorcio.
En 2008, Mason Sr. se entera de que Samantha tiene novio y habla con ella y Mason sobre la anticoncepción. Mason Sr. y Mason van de campamento y se unen para escuchar música, películas y el floreciente interés de Mason en las niñas. Mason y Samantha se han convertido en sus vidas en San Marcos, un pueblo cerca de Austin. En 2009 Mason es intimidado en la escuela y burlado juguetonamente en un viaje de campamento, pero comienza a recibir atención de las niñas. Olivia toma un trabajo en la enseñanza de psicología en la universidad y se muda con Jim, un estudiante y veterano de la guerra de Irak.
En 2010 Mason comenzó la escuela secundaria y experimentó con marihuana y alcohol. Mason Sr., que se ha vuelto a casar y tiene un bebé, lleva a Mason y Samantha a visitar a los padres de su esposa. Para su cumpleaños, Mason Sr. le da a Mason un traje y discos compactos; Los abuelos de paso de Mason le dan una Biblia y una escopeta. En 2011 Mason es impartido por su profesor de fotografía, quien ve su potencial pero está decepcionado por su falta de ambición. Mason asiste a una fiesta y conoce a Sheena, quien se convierte en su novia. Después de que Mason llega a casa tarde una noche de una fiesta, un borracho Jim se enfrenta a Mason sobre sus horas de la noche. Olivia y Jim posteriormente se separan, y la situación financiera de la familia empeora.
En 2012, Mason y Sheena visitan a Samantha, que asiste a la Universidad de Texas en Austin, donde comparten sus esperanzas y temores sobre la universidad. La compañera de cuarto de Samantha los descubre dormidos juntos en su dormitorio. En mayo de 2013, durante el final del último año de Mason en la escuela secundaria, tuvo una ruptura dolorosa con Sheena, ganó la medalla de plata en el segundo lugar en un concurso de fotografía estatal y se le otorgó una beca universitaria. La familia de Mason le organiza una fiesta de graduación y brinda por su éxito. Mason Sr. le da consejos sobre su ruptura. Planeando vender la casa y reducir su tamaño, Olivia se encuentra con Samantha y Mason para almorzar y les pide que revisen sus posesiones. Más tarde ese año, cuando Mason se prepara para ir a la universidad, Olivia se desmorona, desilusionada por lo rápido que ha pasado la vida. En la Universidad Estatal de Sul Ross en Alpine, Mason se muda a su dormitorio y conoce a su nuevo compañero de habitación Dalton, la novia de Dalton, Barb, y la compañera de habitación de Barb, Nicole. Mason toma las drogas que le dio Barb y el grupo va de excursión al Parque Estatal Big Bend Ranch. Nicole comparte con Mason su creencia de que, en lugar de que la gente aproveche los momentos, los momentos capturan a las personas; Mason está de acuerdo.

## Reparto
- Ellar Coltrane - Mason Jr (Hijo)
- Patricia Arquette - Olivia Evans (Madre)
- Ethan Hawke - Mason Sr (Padre)
- Lorelei Linklater - Samantha
- Marco Perella - Bill Welbrock
- Zoe Graham - Sheena
- Libby Villari - Abuela
- Jenni Tooley - Tammy
- Brad Hawkins - Jim
- Charlie Sexton - Jimmy
- Esteban c. leyva - Eliab Rangel
- Silem Rangel - Xilent
- Jessi Mechler - Nicole

## Producción
En mayo de 2002, la Academia Americana de Premios lo designó director de cine y guionista. Richard Linklater anunció que comenzaría el rodaje de la película entonces sin nombre en su ciudad natal de Houston, Texas, en el verano de 2002. En ese momento, Linklater había previsto reunirse con el elenco y el equipo técnico en un par de semanas cada año para rodar la historia durante un período de 12 años, el razonamiento de que, "siempre he querido contar la historia de una relación padre-hijo que sigue a un niño de primero a través del 12º grado y termina con él cuando va a la universidad. Pero el dilema es que los niños cambian tanto que es imposible cubrir mucho terreno. Y estoy totalmente dispuesto a adaptar la historia a lo que está atravesando", según dijo. Linklater contrató entonces al niño de 7 años Ellar Coltrane para meterlo en el centro de la historia.

## Recepción
| Recepción              | Recepción               | Recepción          | Recepción                                                       |
| Análisis agregados     | Análisis agregados      | Análisis agregados | Análisis agregados                                              |
| Autor                  | Autor                   | Puntuación         | refs.                                                           |
| ---------------------- | ----------------------- | ------------------ | --------------------------------------------------------------- |
| Metacritic             | Metacritic              | 5/5 estrellas      | enlace                                                          |
| Rotten Tomatoes        | Rotten Tomatoes         | 5/5 estrellas      | enlace                                                          |
| Empire                 | Empire                  | 5/5 estrellas      | enlace                                                          |
| Entertainment Weekly   | Entertainment Weekly    | 5/5 estrellas      | enlace Archivado el 16 de diciembre de 2014 en Wayback Machine. |
| The Telegraph          | The Telegraph           | 5/5 estrellas      | enlace                                                          |
| Clasificación top diez |                         |                    |                                                                 |
| Crítico                | Medio                   | Posición           | refs.                                                           |
| Peter Travers          | Rolling Stone           | 1º                 | enlace Archivado el 29 de noviembre de 2017 en Wayback Machine. |
| Andrew O'Hehir         | Salon                   | 1º                 | enlace                                                          |
| Eric Kohn              | Indiewire               | 1º                 | enlace                                                          |
| Stephen Holden         | The New York Times      | 1º                 | enlace                                                          |
| Críticos               | Paste                   | 1º                 | enlace                                                          |
| Mick LaSalle           | San Francisco Chronicle | 1º                 | enlace                                                          |
| Alison Willmore        | The A.V. Club           | 1º                 | enlace                                                          |
| Críticos               | TV Guide                | 1º                 | enlace                                                          |
| David Edelstein        | Vulture                 | 1º                 | enlace                                                          |
| Justin Chang           | Variety                 | 1º                 | enlace                                                          |
| Joshua Rothkopf        | Time Out New York       | 1º                 | enlace                                                          |
| Ann Hornaday           | Washington Post'        | 1º                 | enlace                                                          |
| Ann Hornaday           | Arizona Republic        | 1º                 | enlace                                                          |
| Richard Roeper         | Chicago Sun-Times       | 1º                 | enlace                                                          |
| Genevieve Koski        | The Dissolve            | 1º                 | enlace                                                          |
| Liam Lacey             | The Globe and Mail      | 1º                 | enlace                                                          |
| Linda Barnard          | Toronto Star            | 1º                 | enlace                                                          |

La cinta obtiene muy buenas puntuaciones en los portales de información cinematográfica y excelentes valoraciones entre la crítica profesional. En IMDb registradas 351.404 valoraciones entre los usuarios del portal obtiene una puntuación media de 7,9 sobre 10. En FilmAffinity obtiene una puntuación de 7,3 sobre 10 ponderada entre las 48.469 votos registrados. En el agregador de críticas Rotten Tomatoes obtiene la calificación de "fresco" para el 97% de las 331 críticas profesionales registradas y para el 80% de las más de 50.000 valoraciones registradas de los usuarios del portal.
Luis Martínez en el diario El Mundo indicó que "deslumbra con la más conmovedora descripción posible de la herida del tiempo y propone reglas nuevas a eso llamado cine.(...) Una película sin precedentes, tan descomunal e inquietante como conmovedora. Magnética e irrenunciable". En el diario El País los críticos Gregorio Belinchón ("Bella obra maestra (...) 164 minutos hipnóticos") y Jordi Costa ("Obra magna de Richard Linklater") la calificaron muy positivamente. David Martos para ABC la consideró "una catedral del cine.(...) Quienes esperen ese fino hilo que une los diálogos cómicos de «Antes de...» con la verdad, encontrará decenas de escenas maravillosamente escritas". Sergi Sánchez-Berlín en La Razón consideró al director "uno de los grandes cineastas en activo.(...) es a la vez una película humilde y una hazaña épica. Ofrecernos la suma de instantes que se llama vida es lo que la hace tan conmovedora". Carlos Marañón en la revista Cinemanía le otorgó 5 estrellas de 5 indicando que "la propuesta de Linklater, siendo monumental, fáustica, apasionante, está desprovista de toda grandilocuencia. Su trascendencia está en nosotros". La revista Fotogramas, por su parte, también le otorgó 5 estrellas de 5 afirmando "obra maestra que haría resucitar de alegría a André Bazin, Linklater ha ido mucho más allá que (Michael) Apted. Rodando una semana al año durante 12 años con los mismos actores, dibujando la historia de una familia que parece robada de la propia vida, ha logrado captar el latido del tiempo en cada uno de los gestos de su devenir, en el modo en que afecta a nuestro vínculo con el mundo cuando este se está formando".

## Premios y nominaciones
A continuación los premios y nominaciones que ha recibido la película:
| Premio                                          | Categoría                                      | Receptor                                | Resultado |
| ----------------------------------------------- | ---------------------------------------------- | --------------------------------------- | --------- |
| Premios Óscar                                   | Mejor película                                 | Richard Linklater y Cathleen Sutherland | Nominada  |
| Premios Óscar                                   | Mejor director                                 | Richard Linklater                       | Nominado  |
| Premios Óscar                                   | Mejor actor de reparto                         | Ethan Hawke                             | Nominado  |
| Premios Óscar                                   | Mejor actriz de reparto                        | Patricia Arquette                       | Ganadora  |
| Premios Óscar                                   | Mejor guion original                           | Richard Linklater                       | Nominada  |
| Premios Óscar                                   | Mejor montaje                                  | Sandra Adair                            | Nominada  |
| Premios BAFTA                                   | Mejor película                                 | Mejor película                          | Ganadora  |
| Premios BAFTA                                   | Mejor director                                 | Richard Linklater                       | Ganador   |
| Premios BAFTA                                   | Mejor actor de reparto                         | Ethan Hawke                             | Nominado  |
| Premios BAFTA                                   | Mejor actriz de reparto                        | Patricia Arquette                       | Ganadora  |
| Premios BAFTA                                   | Mejor guion original                           | Richard Linklater                       | Nominado  |
| Premios Globo de Oro                            | Mejor película dramática                       | Mejor película dramática                | Ganadora  |
| Premios Globo de Oro                            | Mejor director                                 | Richard Linklater                       | Ganador   |
| Premios Globo de Oro                            | Mejor actor de reparto                         | Ethan Hawke                             | Nominado  |
| Premios Globo de Oro                            | Mejor actriz de reparto                        | Patricia Arquette                       | Ganadora  |
| Premios Globo de Oro                            | Mejor guion                                    | Richard Linklater                       | Nominado  |
| Premios Independent Spirit                      | Mejor película                                 | Mejor película                          | Nominada  |
| Premios Independent Spirit                      | Mejor director                                 | Richard Linklater                       | Ganador   |
| Premios Independent Spirit                      | Mejor actor de reparto                         | Ethan Hawke                             | Nominado  |
| Premios Independent Spirit                      | Mejor actriz de reparto                        | Patricia Arquette                       | Ganadora  |
| Premios Independent Spirit                      | Mejor montaje                                  | Sandra Adair                            | Nominado  |
| Premios Gotham                                  | Mejor película                                 | Mejor película                          | Nominada  |
| Premios Gotham                                  | Mejor actor                                    | Ethan Hawke                             | Nominado  |
| Premios Gotham                                  | Mejor actriz                                   | Patricia Arquette                       | Nominada  |
| Festival de Cine de Sídney                      | Mejor película                                 | Mejor película                          | Nominada  |
| Festival Internacional de Cine de Seattle       | Mejor película                                 | Mejor película                          | Ganadora  |
| Festival Internacional de Cine de Seattle       | Mejor director                                 | Richard Linklater                       | Ganador   |
| Festival Internacional de Cine de Seattle       | Mejor actriz                                   | Patricia Arquette                       | Ganadora  |
| Festival Internacional de Cine de San Sebastián | FIPRESCI Película del año                      | Richard Linklater                       | Ganador   |
| Festival de Cine de SXSW                        | Louis Black/Lone Star Award                    | Richard Linklater                       | Ganador   |
| Festival Internacional de Cine de Noruega       | Norwegian Film Critics Award                   | Richard Linklater                       | Ganador   |
| Cine de Heartland                               | Truly Moving Picture Award                     | Truly Moving Picture Award              | Ganadora  |
| Festival Internacional de Cine de Berlín        | Prize of the Guild of German Art House Cinemas | Richard Linklater                       | Ganador   |
| Festival Internacional de Cine de Berlín        | Reader Jury of the "Berliner Morgenpost"       | Richard Linklater                       | Ganador   |
| Festival Internacional de Cine de Berlín        | Oso de Plata al "Mejor Director"               | Richard Linklater                       | Ganador   |
| Festival Internacional de Cine de Berlín        | Oso de Oro                                     | Richard Linklater                       | Nominado  |
| Premios César                                   | Mejor película extranjera                      | Mejor película extranjera               | Nominada  |

## En otros medios
La película es utilizada como parodia en el capítulo Barthood de la vigesimoséptima temporada de la popular serie de televisión, Los Simpson. El episodio muestra la vida de Bart a través de los años y su proceso de maduración.